# 23 Marina
23 Marina é um arranha-céu residencial localizado em Dubai, sendo sua construtora a Dubai Civil Engineering. Com 88 andares e 392.4 metros (1 287 pés) de altura, é, até julho de 2019, o terceiro mais edifício residencial do mundo.